# آکسل رودریگز دی آرودا
آکسل رودریگز دی آرودا (به پرتغالی: Axel Rodrigues de Arruda) هافبک اهل برزیل است که در شهر سانتوس و در تاریخ ۹ ژانویهٔ ۱۹۷۰ به دنیا آمده‌است.
آکسل رودریگز دی آرودا در تیم‌های فوتبال سانتوس سابقهٔ حضور دارد.